# The Phoenix (Derek Sherinian)
The Phoenix è l'ottavo album in studio del tastierista statunitense Derek Sherinian, pubblicato il 18 settembre 2020 dalla Inside Out Music. 

## Tracce
1. The Phoenix – 4:37
2. Empyrean Sky – 6:02
3. Dragonfly – 3:46
4. Clouds of Ganymede – 6:02
5. Temple of Helios – 6:01
6. Them Changes – 5:28
7. Octopus Pedigree – 5:04
8. Pesadelo – 6:55

## Formazione
- Derek Sherinian – tastiera
- Simon Phillips - batteria
- Zakk Wylde - chitarra (traccia 1)
- Bumblefoot - chitarra  (tracce 2, 5 e 7)
- Steve Vai - chitarra (traccia 3)
- Jimmy Johnson - basso
- Armen Ra - theremin